# ㄴ
ㄴ(니은)은 한글의 자음 중 둘째 글자이다.
현대 한국어에서는 /i, j/ 앞이 아닌 첫소리와 끝소리에서는 치경 비음 [n]으로, /i, j/ 앞에서는  치경구개 비음 [ɲ̟]으로 소리가 난다.
훈민정음에 따르면 ㄴ이 나타내는 소리는 혓소리이며, 소리가 만들어질 때 혀끝이 윗잇몸에 닿는 모습을 왼쪽에서 바라본 모양을 본따서 만들어졌다. 같은 혓소리에 속하는 ㄷ, ㅌ은 ㄴ에 획을 더해 만들어진 것이다.

## 점자

### 자음
| ○ | ● |
| ○ | ○ |
| ○ | ○ |

| ● | ○ |
| ○ | ○ |
| ○ | ○ |

## 코드값
| 종류                  | 종류           | 글자 | 유니코드 | HTML     |
| --------------------- | -------------- | ---- | -------- | -------- |
| 한글 호환 자모        | 한글 호환 자모 | ㄴ   | U+3134   | &#12596; |
| 한글 자모 영역        | 첫소리         | ᄂᅠ   | U+1102   | &#4354;  |
| 한글 자모 영역        | 끝소리         | ᅟᅠᆫ   | U+11AB   | &#4523;  |
| 한양 사용자 정의 영역 | 첫소리         |   | U+F788   | &#63368; |
| 한양 사용자 정의 영역 | 끝소리         |   | U+F875   | &#63605; |
| 반각                  | 반각           | ﾤ    | U+FFA4   | &#65444; |

## 같이 보기
- ᄓ
- ㅥ
- ㅦ
- ㅧ
- ㄵ
- ㄶ
- 한글